# Altstätten
Altstätten är en stad och kommun i distriktet Rheintal i kantonen Sankt Gallen i Schweiz. Kommunen har 12 456 invånare (2023).
I kommunen finns även orterna Lüchingen och Hinterforst. I en exklav cirka 4 kilometer söder om kommunens egentliga område ligger orten Lienz.
En majoritet (90,2 %) av invånarna är tyskspråkiga (2014). 53,5 % är katoliker, 17,9 % är reformert kristna och 28,6 % tillhör en annan trosinriktning eller saknar en religiös tillhörighet (2014).
| Ort           | Invånare 31 dec 2021 |
| ------------- | -------------------- |
| Altstätten    | 8 757                |
| Lüchingen     | 1 988                |
| Hinterforst   | 667                  |
| Lienz & Plona | 465                  |